# Puig de les Vinyes
El Puig de ses Vinyes és un cim de Mallorca que té una altura de 1105 m i que pertany al massís del Puig Major. Es troba al municipi d'Escorca.

## Principals accessos
- Des de Pla del Funicular.
- Des de l'embassament de Cúber.[1]